# Tokyo Metro typ 01
Tokyo Metro typ 01 (Tokyo Metro 01 series (jap. 東京地下鉄01系 Tōkyō Chikatetsu 01-kei)) – elektryczny zespół trakcyjny używany przez Tokyo Metro na linii Ginza. Łącznie od 1983 roku wdrożono 38 zestawów sześciowagonowych. W latach 1983–1997 w pięciu seriach zbudowano razem 228 wagonów.
W sprzedaży znajdują się modele tego EZT.